# ミッケル・ケスラー
ミッケル・ケスラー（Mikkel Kessler、1979年3月1日 - ）は、デンマークの元プロボクサー。コペンハーゲン出身。元WBAスーパー・WBC世界スーパーミドル級王者。

## 来歴
1998年3月20日、19歳の時にオーフスでプロデビュー。デビュー戦は1回KO勝ちだった。 その後、デンマーク国内での試合がほとんどであるが、全勝を続け、2002年11月29日にはディンガン・トベラとIBA世界スーパーミドル級決定戦を行って勝利し王座を獲得した、2003年4月11日にはWBCインターナショナル・スーパーミドル級王座を獲得した。その後、同王座を3度防衛防衛した。
2004年11月12日、デンマーク・ブロンビーのブロンビー・ホールでWBA世界スーパーミドル級王者のマニー・シアカ（プエルトリコ）を7回終了TKOで破り、王座を獲得した。その後、2005年6月8日に同級3位のアンソニー・ムンディンと対戦し、3-0（116-112、120-108、117-113）の判定勝ちを収め、初防衛に成功。2006年1月4日、同級7位で元WBC世界スーパーミドル級王者のエリック・ルーカスと対戦し、10回1分51秒TKO勝ちを収め、2度目の防衛に成功した。
2006年10月14日、デンマーク・コペンハーゲンのパルケン・スタディオンでWBC世界スーパーミドル級王者マルクス・バイエル（ドイツ）と王座統一戦を行い、3回2分58秒KO勝ちを収め王座統一に成功した。試合後、ケスラーはWBAからスーパー王座（ユニファイド王座）の認定を受けWBA世界スーパーミドル級スーパー王者となった。  
2007年3月24日、パルケン・スタディオンでWBA世界スーパーミドル級5位のリブラド・アンドラーデ（メキシコ）と対戦し、3-0（120-108、120-108、120-108）の判定勝ちを収めWBA王座は4度目、WBC王座は初防衛に成功した。
2007年11月3日、ウェールズのミレニアム・スタジアムで、WBO世界スーパーミドル級王者ジョー・カルザゲと3団体統一を行い、ケスラーは随所で得意のワンツーやアッパーでカルザゲにクリーンヒットを浴びせたものの、旺盛な手数を誇るカルザゲのハイペースに巻き込まれ、12回0-3（112-116が2者、111-117）の判定負けで、WBA王座は5度目、WBC王座は2度目の防衛に失敗し王座から陥落した。
2008年6月21日、ブレンビー・ホールで行われたWBA世界スーパーミドル級レギュラー王座決定戦でWBA世界スーパーミドル級4位のディミトリ・サーティソン（ドイツ）と対戦し、12回KO勝ちで王座を獲得した。
2008年10月3日、ジョー・カルザゲがスーパー王座を返上したため、ケスラーはレギュラー王座から正規王座に認定された。
2008年10月25日、ドイツ・オルデンブルクにて指名戦でWBA世界スーパーミドル級1位のダニロ・ハウスラー（ドイツ）と対戦し、3回KO勝ちで初防衛に成功した。
2009年9月12日、ヘアニンのメッセセンター・ヘアニンでWBA世界スーパーミドル級1位グスミエル・ペルドモ（ベネズエラ）と対戦し、4回TKO勝ちで2度目の防衛に成功した。同年11月3日にスーパー王座に認定され、自身2度目のWBA世界スーパーミドル級スーパー王者になった。
2009年11月21日、Super Six World Boxing Classicに参加し、アメリカ・カリフォルニア州オークランドのオラクル・アリーナでアンドレ・ウォード（アメリカ）と対戦。10回にウォードのバッティングでケスラーが右目上をカットし、11回負傷判定負けで3度目の防衛に失敗し王座から陥落した。
2010年4月24日、メッセセンター・ヘアニンでWBC世界スーパーミドル級王者カール・フローチ（イギリス）と対戦し、3-0の判定勝ちで王座獲得に成功した。
2010年9月25日、Super Six World Boxing Classicでアラン・グリーン（アメリカ）と対戦予定であったが、ケスラーは目の負傷により試合をキャンセル。この眼疾のためSuper Six World Boxing Classicからも離脱した。同日、WBCから名誉王座に認定された。
2011年6月4日、パルケン・スタディオンで行われたWBOヨーロピアンスーパーミドル級王座決定戦でメディ・ボウドラ（フランス）と対戦し、6回2分25秒TKO勝ちを収め、王座獲得に成功した。
2012年5月19日、パルケン・スタディオンで行われたWBC世界ライトヘビー級シルバー王座決定戦でSuper Six World Boxing Classicで対戦予定だったアラン・グリーン（アメリカ）と対戦し、4回17秒KO勝ちで王座獲得に成功した。
2012年12月8日、ヘアニンでWBA世界スーパーミドル級レギュラー王者ブライアン・マギー（イギリス）と対戦し、3回TKO勝ちを収め3度目のWBA王座返り咲きを果たした。マギーは試合後ドーピング検査で覚せい剤の一種であるオキシロフリンとβメチルフェネチルアミンの陽性反応を示し6ヶ月の出場停止処分が下された。
2013年5月25日、ロンドンのO2アリーナでIBF世界スーパーミドル級王者のカール・フローチと王座統一戦を行い、12回0-3（110-118、112-116、113-115）の判定負けを喫し王座統一に失敗、WBA王座の初防衛に失敗し王座から陥落した。
2015年1月31日、フローチ戦を最後に2年近く試合から遠ざかっていたケスラーはアンドレ・ウォードやカール・フローチとの再戦に意欲を見せていたが再戦交渉に失敗。練習するモチベーションを保てなくなったとして、現役引退を表明した。
2017年3月31日、現役復帰を表明した。
2018年2月11日、予定していた復帰戦をライム病にかかりキャンセルし、試合をすることないまま2度目の引退を表明した。

## 人物
北欧のデンマーク出身であることからついた「Viking Warrior（ヴァイキングの戦士）」という物々しい異名と派手なタトゥーとは裏腹に、オーソドックスで美しいファイトスタイルである。ボクシングスタイルと同じくルックスも端正であり、デンマークではモデルとしても活動していた。

## 獲得タイトル
- IBA世界スーパーミドル級王座
- WBCインターナショナルスーパーミドル級王座
- WBA世界スーパーミドル級王座（防衛3→スーパー王座認定）
- WBA世界スーパーミドル級スーパー王座（防衛1）
- WBC世界スーパーミドル級王座（防衛1）
- WBA世界スーパーミドル級レギュラー王座（防衛0→正規王座認定）
- WBA世界スーパーミドル級王座（防衛2→スーパー王座認定）
- WBA世界スーパーミドル級スーパー王座（防衛0）
- WBC世界スーパーミドル級王座（防衛0→名誉王座認定）
- WBOヨーロピアンスーパーミドル級王座
- WBC世界ライトヘビー級シルバー王座
- WBA世界スーパーミドル級レギュラー王座（防衛0）